# 天秤座23c
天秤座 23c  (23 Lib c)是在2009年發現繞行天秤座 23的一顆像木星 的太阳系外行星，它是利用長久以來就知道的徑向速度法檢測出來的。這顆行星確實的軌道週期在4600至5400天的範圍內，或是從12.5至15年。在週期上有如此大的差距是因為持續迄今尚未觀察到它完成一周的運轉。依據這個軌道週期的範圍，這顆行星的平均距離在5.3至6.3天文單位之間，也就是7億9千萬至9億4千萬公里之間。